# Fredy Bieler
Alfred «Fredy» Bieler (* 18. April 1923 in St. Moritz; † 24. April 2013 in Zürich) war ein Schweizer Eishockeyspieler.

## Karriere
Fredy Bieler nahm für die Schweizer Nationalmannschaft an den Olympischen Winterspielen 1948 in St. Moritz teil, bei denen er mit seiner Mannschaft die Bronzemedaille gewann. Im Turnierverlauf erzielte er in fünf Spielen fünf Tore und drei Vorlagen. Zudem stand er im Aufgebot seines Landes bei den Weltmeisterschaften 1950 und 1951, bei denen er ebenfalls jeweils die Bronzemedaille gewann. Als bestes europäisches Team wurde die Schweiz 1950 Europameister. Für die Schweiz absolvierte Fredy Bieler 53 Länderspiele und schoss dabei 60 Tore. Auf Vereinsebene spielte er von 1942 bis 1953 für den Zürcher SC, mit dem er 1949 Schweizer Meister wurde. Er gehörte in den Vierziger- und Fünfzigerjahren zu den wechselnden Formationen des berühmten Zürcher «er-Sturm».
Mit seinem Sturmkollegen Heini Lohrer des Zürcher SC wechselte er später in die Geschäftsleitung der Rechenmaschinenfabrik Precisa AG.
Fredy Bieler verstarb wenige Tage nach seinem 90. Geburtstag nach langer und schwerer Krankheit am 24. April 2013.

## Erfolge und Auszeichnungen
- 1948 Bronzemedaille bei den Olympischen Winterspielen
- 1949 Schweizer Meister mit dem Zürcher SC
- 1950 Bronzemedaille bei der Weltmeisterschaft
- 1951 Bronzemedaille bei der Weltmeisterschaft